# Стив Ърл
Стив Ърл (на английски: Steve Earle) е американски кънтри певец и композитор на песни.

## Биография
Роден е на 17 януари 1955 г. във Форт Мънроу, щата Вирджиния. Още 14-годишен свири в кафе-къщите в Сан Антонио, Тексас. Според някои хипитата и противниците на войната във Виетнам са спомогнали по онова време за оформянето на светогледа му.
От 1981 г. работи като композитор на песни за кънтри музикалната индустрия в Нешвил, Тенеси. 1986 г. се появява дебютният му албум Guitar Town. Най-голям успех Ърл постига с албума Copperhead Road (1989) и до днес е продаден в над 1 милион броя. Част е от едно комерсиално насочено, но в голямата си част либерално за кънтри индустрията течние, ориентирано към рок музиката. 1991 г. изтича договора му със звукозаписната компания MCA Records.
В началото на 90-те той води дългогодишна борба със зависимостите си към алкохола и хероина, които сериозно пречат на здравето му и музикалната му кариера. В песента „CCKMP“ той пее за опита си с дрогата. 1994 се завръща в бизнеса с албума Train-A-Comin, който излиза като независим лейбъл. 1995 заедно с „E-Squared Records“ сформира зрукозаписна фирма. Партньорството му с Warner Bros. приключва със скандал след два албума съвмустна работа. Нов партньор му става Artemis Records.

## Албуми
- „Guitar Town“ (1986)
- „Early Tracks“ (1987)
- „Exit 0“ (1987)
- „Copperhead Road“ (1988)
- „The Hard Way“ (1990)
- „Shut Up And Die Like An Aviator“ (1991)
- „Train A Comin'“ (1995)
- „I Feel Alright“ (1996)
- „El Corazon“ (1997)
- „The Mountain“ (1999)
- „Live at the Station Inn“ (1999)
- „Transcendental Blues“ (2000)
- „Sidetracks“ (2002)
- „Jerusalem“ (2002)
- „Just An American Boy“ (2003)
- „The Revolution Starts Now“ (2004)
- „Live From Austin, Tx“ (2004)
- „Live At Montreux“ (2005)
- „Washington Square Serenade“ (2007)
- „Live from Austin, Tx. November 12, 2000“ (2008)
- „Townes“ (2009)

|  | Тази страница частично или изцяло представлява превод на страницата Steve Earle в Уикипедия на немски. Оригиналният текст, както и този превод, са защитени от Лиценза „Криейтив Комънс – Признание – Споделяне на споделеното“, а за съдържание, създадено преди юни 2009 година – от Лиценза за свободна документация на ГНУ. Прегледайте историята на редакциите на оригиналната страница, както и на преводната страница, за да видите списъка на съавторите. ВАЖНО: Този шаблон се отнася единствено до авторските права върху съдържанието на статията. Добавянето му не отменя изискването да се посочват конкретни източници на твърденията, които да бъдат благонадеждни. |